# Đại Đức
Đại Đức là một xã thuộc huyện Kim Thành, tỉnh Hải Dương, Việt Nam.

## Địa lý
Xã Đại Đức cách thành phố Hải Dương 33,2 km về phía tây và cách trung tâm thành phố Hải Phòng 15,5 km về phía đông, có vị trí địa lý:
- Phía đông và nam giáp thành phố Hải Phòng
- Phía bắc giáp xã Đồng Cẩm
- Phía đông giáp xã Tam Kỳ
- Phía tây giáp xã Liên Hòa.

Xã Đại Đức có diện tích 14.6 km², dân số năm 2020 là 13859 người, mật độ dân số đạt 979 người/km².

## Hành chính
Xã Đại Đức được chia thành 9 thôn: Đại Tiến, Kiến Lễ, Văn Thọ, Nguyễn Bạo, Kim Định, Tân Tiến, Đồng Tâm, Đình Giọng, Lộng Khê.